# Erica oreotragus
Erica oreotragus är en ljungväxtart som beskrevs av Edward George Hudson Oliver. Erica oreotragus ingår i släktet klockljungssläktet, och familjen ljungväxter. Inga underarter finns listade i Catalogue of Life.